# Opfenbach
Opfenbach är en kommun och ort i Landkreis Lindau i Regierungsbezirk Schwaben i förbundslandet Bayern i Tyskland.